# Tijani El Maataoui
Tijani El Maataoui (en árabe: التيجاني المعطاوي‎; Marruecos; 17 de diciembre de 1963) es un exfutbolista de Marruecos que jugaba en la posición de defensa. A nivel de clubes jugó durante toda su carrera deportiva en el Raja Casablanca de la Liga de Fútbol de Marruecos, y a nivel nacional para la selección de fútbol de Marruecos desde 1988 hasta 1993.

## Carrera

### Club
Jugó toda su carrera con el Raja Casablanca de 1982 a 1995 y fue campeón nacional en 1988. Además, a nivel internacional, ganó la Copa Africana de Clubes Campeones 1989 tras ganar 1-0 en la final al MC Oran de Argelia tras un gol de Salif Diagne.

### Selección nacional
Jugó para Marruecos en 18 ocasiones entre 1988 y 1993 sin anotar goles. Su debut se produjo en un partido amistoso contra Alemania Oriental que acabó con un resultado de 2-1 a favor del combinado marroquí tras marcar Abderrazak Khairi y Abderrahim Hamraoui para Marruecos, y Rainer Ernst para Alemania Oriental. Además participó en dos ediciones de la Copa Africana de Naciones donde fue seleccionado en el equipo ideal del torneo en la edición de 1988. También llegó a jugar varios partidos de clasificación para la Copa Mundial de Fútbol de 1990 y de 1994.

## Clubes
| Club            | País      | Año       |
| --------------- | --------- | --------- |
| Raja Casablanca | Marruecos | 1982-1995 |

## Palmarés

### Club
- Botola (1): 1987/88
- Copa Africana de Clubes Campeones (1): 1989

### Individual
- Equipo Ideal de la Copa Africana de Naciones 1988.[5]